# Oliver Sandys
Oliver Sandys (Henzada, Birmânia, 7 de outubro de 1886 – Sheffield, Yorkshire, Inglaterra, 10 de março de 1964) era o pseudônimo de Marguerite Florence Laura Jervis, escritora, roteirista e atriz britânica, que também utilizava vários outros nomes e pseudônimos, tais como Condessa Barcynska, Hélène Barcynska, Marguerite Florence Barclay, Mrs. Armiger Barczinsky, Marguerite Caradoc Evans, Marguerite Evans, Armiger Barclay, Marguerite Barclay.

## Biografia
Filha de um oficial da Indian Medical Corps, nasceu em Henzada, Burma, então parte da Índia Britânica. Marguerite era a mais velha de três irmãos, foi educada e recebeu formação de atriz na Inglaterra. Ela teve sempre interesse pelo teatro, ao longo da vida, e chegou a dirigir uma companhia teatral regional.
Inicialmente, casou com o escritor polonês Armiger Barczinsky/ Barclay, mais velho do que ela, com teve um filho, Nicholas Barczinsky / Sandys, que se tornou um ator.
Após 1930, ela conheceu o escritor galês, Caradoc Evans (1878-1945), então jornalista em Londres e divorciado, e três anos mais tarde se casaram; seu relacionamento tempestuoso durou até a morte dele, em 1945.
Viveram juntos no País de Gales, e no final dos anos 30, Marguerite e Caradoc estiveram envolvidos em empreendimentos teatrais, tanto no País de Gales quanto na Inglaterra. Marguerite descrevia o local como seu Shangri-La, "uma terra de encanto e de fadas", que proporcionou um escapismo, uma fuga do “materialismo” das cidades.
Ao contrário de sua esposa, Caradoc Evans não chegou a ganhar milhares de libras por ano com sua ficção, mas é mais lembrado do que ela, como um grande escritor e como um assunto de controvérsia nacional do País de Gales, pois com sua primeira coleção de contos, “My People” (Meu Povo) (1915), ele ganhou o título de "o homem mais odiado do País de Gales, enquanto a história literária se lembra dele como o pai fundador da escrita anglo-galesa". Ele tem sido chamado de humorista, naturalista e modernista, e sua obra é objecto de permanente interesse.
Nos anos quarenta, Marguerite escreveu duas obras autobiográficas, publicadas pela editora Hurst & Blackett. A primeira delas, “Full and Frank: the Private Life of a Woman Novelist” (1941) é a representação da vida da autora para o público. A segunda, a biografia de seu marido, é igualmente interessante em sua representação do gênio Caradoc como escritor “sério” e de sua própria auto-apresentação.
Após a eclosão da guerra, em 1939, passaram a viver em Aberystwyth, e acabaram por se instalar, em 1940, em New Cross, Cards, cerca de 5 milhas de Aberystwyth, onde permaneceram, com o filho, até 1945. A casa em que viviam, “Brynawelon”, tinha espetaculares vistas de Puimlumon (Plynlinmon), o que pode ter inspirado seu livro “The Miracle Stone of Wales”, de 1957. Em New Cross é que Caradoc Evans está enterrado, no cemitério da capela Horeb.
Após a morte de Caradoc, Marguerite voltou para Londres, brevemente, e em seguida, foi para Penrhyncoch, depois para Panteidal Lodge, com o Capitão Hewitt, que ela descreve em seu livro “The Miracle Stone of Wales”.
Em 10 de março de 1964, Marguerite morreu de insuficiência cardíaca no Shrewsbury Hospital.

## Carreira literária
Marguerite foi uma prolífica autora durante o século XX, e alcançou sucesso antes e depois da Primeira Guerra Mundial. Sua autobiografia, publicada em 1941, lista 38 romances em que ela assinou como Oliver Sandys, inclusive seis filmes, e 21 que ela assinou como Condessa Barcynska, cinco deles também filmados. Escrevia séries para revistas e suas histórias mostram criatividade e engenhosidade, e são consideradas “ficção popular”. O número total de seus trabalhos pode ultrapassar 130, entre 1911 e 1946, mas as bibliotecas não têm todas as obras catalogadas. Ela também publicou contos, memórias (uma delas sobre misticismo e cura pela fé), e uma biografia de seu segundo marido, o escritor Caradoc Evans.
O verão de 1911 marca a data do primeiro romance de Marguerite, assinando como Oliver Sandys, “The Woman in the Firelight”, concluído poucas semanas após o casamento. Seu primeiro romance bem sucedido, porém, foi Honeypot (1916), que foi filmado em 1920, assim como nove outros de seus romances, como “The Pleasure Garden” (1925), filme de estreia do diretor Alfred Hitchcock. Em meados da década de vinte, foi considerado um best-seller, rendendo 1000 libras em um ano de vendas do livro e dos direitos do filme.
Em maio de 1928, como Oliver Sandys, publicou outro romance, “Vista, the Dancer” dedicada a Kitty Cunningham,"por sua lealdade e devoção".
No início de julho de 1964, o romance póstumo, como Oliver Sandys, “Madame Adastra”, foi definido em grande parte no mundo de hospitais e de enfermagem.

## A Pedra Milagrosa
Em 1957, Marguerite escreveu um pequeno livro, sob o pseudônimo de Oliver Sandys, intitulado “The Miracle Stone of Wales”. A editora, Rider & Son, foi uma das pioneiras na publicação de questões de ocultismo. De acordo com Marguerite Evans, tinha lhe sido dada uma pedra de um dyn hysbys local, chamado “Old Griff”, que vivia em Pumlumon (Plynlimmon).
De 1933-1937, ela e Caradoc estavam em Aberystwyth, e Marguerite sugeria que o bloqueio artístico que sofreram na época era devido à bruxaria, e que somente o hysbys dyn era tradicionalmente assumido para combater esse mal. Além disso, o casal teve problemas com um contrato de locação de sua casa, e visitou o “Dyn Hysbys” (adivinho), Evan Griffeths de Llangurig, em sua casa em Plynlimmon e se tornaram amigos. Griffeths, que está enterrado no cemitério da Llangurig Church, era de uma família de curandeiros que há várias gerações eram consultados pelos agricultores locais para fazer a proteção de seus animais.
No entanto, para Marguerite, havia uma pedra milagrosa que tinha grande significado pessoal para ela, uma pedra azul perto do coração em que “Old Griff” muitas vezes descansara a mão, e que, antes de sua morte, ele lhe oferecera. Em contrapartida, descendentes de Griffeths que foram entrevistados mais tarde a lembravam como uma pedra peso de porta. Marguerite diz que ela permaneceu inconsciente do verdadeiro poder da pedra por muitos anos, até que em 1950 que ela conheceu o Capitão Gordon Hewitt, um ex-soldado do Quênia e plantador de café falido, que lhe contou uma história ligada à pedra como um misterioso talismã africano. Eles voltaram ao País de Gales em 1939, e o diário que Caradoc Evans mantinha durante esse tempo foi perdido, e alguns transcritos ainda existentes falam sobre crenças locais, bruxas, fantasmas, aparições, mas nenhuma menção sobre a pedra.
O interesse de Marguerite em aprofundar-se no espiritismo se reflete na segunda de suas obras autobiográficas, Unbroken Thread, também publicado pela Rider em 1946.
No final dos anos 50, Glyn Daniels entrevistou Marguerite, sobre seu conhecimento
de Evan Griffeths, para um programa de televisão da BBC no País de Gales, sobre “A Arte Secreta”. Ela trouxe consigo a pedra, e esta publicidade elevou o perfil e o número de visitantes à moradia, situada em uma área do Panteidal Holiday Park, perto de Aberdyfi.
Há várias lendas locais sobre os curandeiros da Llangurig. Após a morte de Marguerite, a pedra supostamente deveria ir para o Museu do Folclore Galês em St. Fagans (agora Museu Histórico Nacional), mas não se sabe o que aconteceu com a pedra. Tanto o capitão Hewitt, quanto o filho de Marguerite estavam vivos quando, em 1970, um dos correspondentes que buscavam a pedra em St Fagans escreveu que Nicholas Barczinsky havia levado a pedra com ele para a América. Posteriormente, houve rumores de que a pedra estaria com o FBI, e o assunto foi tema de um programa de rádio da BBC, na década de 1980. O destino incerto e desconhecido da pedra acrescentou um certo glamour à história.
A literatura de folclore foi um gênero popular na época. O escritor anglo-galês Arthur Machen, amigo do casal Evans, produziu várias histórias curtas às quais incorporou temas populares e adotou um estilo jornalístico que as tornava aparentemente reais.

## Lista parcial de obras
Obras literárias
- The Woman in the Firelight (1911)
- Honeypot (1916) (romance) (Condessa Barcynska)
- Rose o' the Sea (1920) (conto) (CondessaBarcynska)
- The Green Caravan (1922) (romance)
- The Pleasure Garden (romance)
- Vista, the Dancer (1928) (Oliver Sandys)
- Mops (1928)
- Unbroken Thread (1946)
- Suffer to Sing (1955)
- The Miracle Stone of Wales (1957) (Oliver Sandys)
- Madame Adastra (1964) – póstumo (Oliver Sandys)
- Tesha (conto) (Condessa Barcynska)
- Chappy – That’s All (romance)
- Shine My Wings

Histórias adaptadas para o cinema
- The Honeypot (1920)
- Love Maggy (1921) (romance) (Condessa Barcynska)
- The Green Caravan (1922)
- Rose o' the Sea (1922)
- Chappy: That's All (1924)
- We Women (1925) (romance) (Condessa Barcynska)
- The Pleasure Garden, adaptado por Hitchcock, em 1925
- Blinkeyes (1926) (roteiro)
- A Woman in the Night (1928), adaptação de Tesha
- Born Lucky (1933), adaptação de Mops

Atuação
- Stage Struck (1925) (Hilda Wagner)

## Oliver Sandys no Brasil
- A Caravana Verde (The Green Caravan), volume 32 da Biblioteca das Moças, Companhia Editora Nacional, 1ª edição em 1933, revista por Manuel Bandeira.
- A Garota (Chappy - That s all) volume 87 da Biblioteca das Moças, Companhia Editora Nacional. Tradução de Paulo Freitas, em 1935.
- A Pequena da Casa Slopper, volume 94 da Biblioteca das Moças, Companhia Editora Nacional. Tradução de Paulo Freitas, em 1934.